# シャーヒド・カプール
シャーヒド・カプール（Shahid Kapoor、शाहिद कपूर、1981年2月25日 - ）はインドの俳優。Ishq Vishk（2003）でボリウッドデビュー。

## 幼少期
1981年2月25日、俳優の父パンカジ・カプール（Pankaj Kapoor）とダンサーの母ニーリマ・アジーム（Neelima Azeem）のあいだに生まれた。両親はシャーヒドが3歳の時に離婚。デリーの高級住宅街で母と母方の祖父母に育てられたが、父とその再婚者とも親しくしていた。母と祖父母の影響でイスラム教徒となる。小学校4年生の時にデリーからムンバイへ引っ越した。腹違いの妹が一人、弟が二人いる。

## 主な出演作品
- Ishq Vishk (2003年)
- Deewane Huye Paaga (2005年)
- 36 China Town (2006年)
- Chup Chup Ke (2006年)
- Fool & Final (2007年)
- Jab We Met (2007年)
- Kismat Konnection (2008年)
- Kaminey (2009年)
- Badmaash Company (2010年)
- “ロミオ”・ラージクマール R... Rajkumar (2013年)[2]
- うそつきは警官の始まり Phata Poster Nikhla Hero (2013年)
- Haider (2014年)
- Shaandaar (2015年)[3]
- Udta Punjab (2016年)
- ラングーン Rangoon (2017年)
- パドマーワト 女神の誕生 Padmaavat (2018年)